# 許德妃 (明神宗)
許德妃（—1602年），明神宗妃嫔。

## 生平
明神宗萬曆十四年二月前後（1586年），冊封许氏為德妃。因明神宗顯皇帝實錄卷有缺失，未知具体冊立時間。
万历三十年八月，德妃许氏逝世，无出，谥莊靖。

## 相关资料
- 《明神宗實錄》

1. ↑  《明神宗显皇帝实录卷之一百七十一》 以恭视写篆皇贵妃 德妃册宝赐辅臣银币有差
2. ↑  《明神宗显皇帝实录卷之三百七十五》丁未以德妃许氏薨逝有旨合行事宜照温静顺妃常氏例行